# Out of the Unknown
Out of the Unknown è una serie televisiva britannica, prodotta dalla BBC e trasmessa su BBC2 dal 1965 al 1971.
La maggior parte degli episodi delle prime tre stagioni erano rivisitazioni di racconti di fantascienza. Alcuni di essi furono scritti appositamente per la serie, ma la maggior parte erano adattamenti di racconti già pubblicati. Le prime tre stagioni erano esclusivamente di fantascienza, ma il genere fu in gran parte abbandonato nell'ultimo anno a favore di storie horror-fantasy, con una sola storia di fantascienza.
Molti nastri video degli episodi furono cancellati all'inizio degli anni '70, come da prassi all'epoca. Molti episodi risultano ancora dispersi, sebbene alcuni siano riemersi: ad esempio, "Level Seven", un episodio della seconda stagione trasmesso originariamente il 27 ottobre 1966, è stato restituito alla BBC dagli archivi di un'emittente europea nel gennaio 2006.

## Episodi
| Stagione         | Episodi | Prima TV Regno Unito |
| ---------------- | ------- | -------------------- |
| Prima stagione   | 12      | 1965                 |
| Seconda stagione | 13      | 1966-1967            |
| Terza stagione   | 13      | 1969                 |
| Quarta stagione  | 11      | 1971                 |